# Pachycrocuta
Pachycrocuta é um gênero extinto de hienas pré-históricas. A maior e mais bem pesquisada espécie é Pachycrocuta brevirostris, coloquialmente conhecida como a hiena gigante de cara curta, pois tinha cerca de 90–100 centímetros (35–39 pol) . no ombro e estima-se que tenha tido uma média de 110 quilogramas (240 lb) de peso, aproximando-se do tamanho de uma leoa, tornando-a a maior hiena conhecida. Pachycrocuta apareceu pela primeira vez durante o final do Mioceno ( Messiniano, 7,2 a 5,3 milhões de anos atrás ). Há 800 mil anos, tornou-se localmente extinto na Europa, sobrevivendo no Leste Asiático até pelo menos 500 mil anos atrás, e possivelmente mais tarde em outras partes da Ásia.   Viveu entre o Plioceno Médio e o Pleistoceno Médio, cerca de 3 milhões a 500.000 anos atrás. Restos fósseis foram encontrados em muitas localidades da Eurásia e no sul e leste da África. Provavelmente Existe a possibilidade de a hiena marrom existente ser um membro deste gênero, junto com as extintas Pliocrocuta e "Hyaena" prisca .

## Taxonomia
O primeiro fóssil identificado da hiena-de-cara-curta foi descoberto em Le Puy, Auvergne, França, em 1845, pelo paleontólogo francês Auguste Aymard . Em 1850, o paleontólogo francês Paul Gervais fez dele o espécime holótipo de uma nova espécie, Hyaena brevirostris . Mas, em 1893, ao escrever uma descrição muito mais detalhada, o paleontólogo francês Marcellin Boule listou erroneamente Aymard como a autoridade da espécie em vez de Gervais, citando o volume 12 dos Annales de la Société d'Agriculture, Sciences, Arts et Commerce du Puy de Aymard, que não não mencionar a espécie. Boule ainda deu a data de publicação do anal como 1846, em vez do correto 1848. A autoridade falaciosa Aymard, 1846, foi reimpressa por mais de um século, até que o paleontólogo espanhol David M. Alba e colegas, em nome do Código Internacional de Nomenclatura Zoológica, falsificaram-no de forma convincente em 2013.
A hiena de cara curta era geralmente relegada ao gênero Hyaena ao lado da moderna hiena listrada e da hiena marrom . Em 1938, o paleontólogo húngaro Miklós Kretzoi sugeriu a criação de um novo gênero para ela, Pachycrocuta, mas isso só se tornou popular após a revisão da classificação das hienas por Giovanni Ficcarelli e Danilo Torres em 1970. Eles, como muitos anteriores, colocaram Pachycrocuta como ancestral da Crocuta (a moderna hiena-malhada).Se alguém já fez representações artísticas ou culturais de Pachycrocuta, nunca foi encontrado. O que temos é a osteologia da besta. Era uma hiena verdadeiramente enorme, tão pesada quanto um leão. Mas não era como uma hiena moderna. A hiena de cara curta era tão alta quanto a hiena malhada de hoje, o que significa que era um carnívoro corpulento e encorpado que pareceria mais baixo do que seus parentes modernos.Isso pode indicar, como o paleontólogo Paul Palmqvist e outros argumentaram, que Pachycrocuta era um especialista em limpeza, mais adequado para arrancar pedaços pesados de carniça das carcaças antes de voltar para a toca para consumi-los. No entanto, Pachycrocuta agiu, deve ter cortado uma figura imponente na paisagem pré-histórica. Uma hiena capaz de esmagar facilmente um crânio humano.

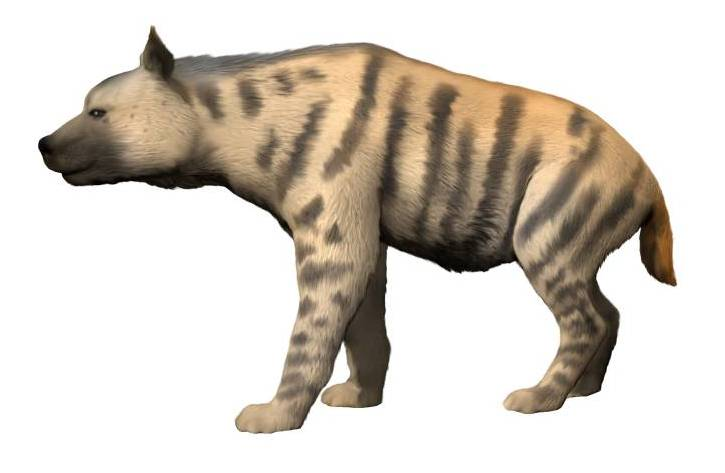
Reconstrução

Dezenas de restos de hienas de cara curta foram encontrados em toda a Europa. Em 1828, Jean-Baptiste Croizet e Antoine Claude Gabriel Jobert criaram a espécie " H. perrieri " para um espécime da Montagne de Perrier, França. Em 1889, o paleontólogo alemão Karl Weithofer descreveu " H. robusta " com base em um espécime de Olivola, Toscana, Itália, mas Boule rapidamente o sinonimizou com " H. " brevirostris em 1893. Em 1890, o paleontólogo francês Charles Depéret ergueu " H. pyrenaica " com base em um espécime de Roussillon . Hienas de cara curta também estavam sendo descobertas no Leste Asiático. Em 1870, o naturalista inglês Richard Owen descreveu um espécime chinês como " H. " sinensis . Em 1908, o paleoantropólogo francês Eugène Dubois descreveu um javanês como " H. batygnatha ". Em 1934, o paleoantropólogo chinês Pei Wenzhong descreveu outro chinês, " H. " licenti, da Bacia de Nihewan . Em 1954, o mamologista RF Ewer descreveu " P. " bellax " de Kromdraai, África do Sul. Em 1956, o paleontólogo finlandês Björn Kurtén identificou a subespécie " H. b. negligencia " de Jammu, Índia (ele também optou por classificar várias outras hienas de cara curta como subespécies de brevirostris ). Em 1970, Ficcarelli e Torres relegaram-nas para Pachycrocuta, embora " P. perrieri "às vezes é dividido em um gênero diferente, Pliocrocuta, criado por Kretzoi em 1938. Em 2001, P. brevirostris foi identificado na Caverna Gladysvale, África do Sul.
Normalmente, não mais do que uma ou duas hienas asiáticas de cara curta eram consideradas distintas da P. brevirostris europeia. A convenção das duas espécies foi especialmente popular entre os cientistas chineses. À medida que o século XX avançava, foram frequentemente classificados como subespécies regionais de P. brevirostris, com P. b. brevirostris endêmico da Europa, e P. b. licenti e P. b. sinensis para a China. Em 2021, o paleontólogo chinês Liu Jinyi e colegas relataram o maior crânio de hiena de cara curta de Jinniushan, nordeste da China, pertencente a P. b. brevirostris, demonstrando que a subespécie não é endêmica na Europa. Eles sugeriram P. b. licenti (Villafranchiano médio) evoluiu para P. b. brevirostris (Villafranchiano tardio), que evoluiu para P. b. sinensis (Galeriano). Populações relíquias de P. b. licenti parecem ter persistido por algum tempo no sul da China, enquanto P. b. brevirostris substituiu a maioria das outras populações. Liu e seus colegas não tinham certeza de como outras supostas subespécies se enquadravam nesse paradigma.

## Evolução
Os fósseis mais antigos geralmente considerados pertencentes ao gênero são conhecidos do Plioceno da África Oriental, a espécie P. bellax, conhecida desde o Pleistoceno Inferior da África do Sul, enquadra-se na variação morfológica de P. brevirostris, embora sua localização geográfica a separação daquela espécie torna sua validade equívoca. Foi proposto que P. brevirostris evoluiu na Ásia a partir de Pliocrocuta, que só é distinguível de P. brevirostris pela presença de um metaconídeo no primeiro molar. Os primeiros fósseis de P. brevirostris na Europa datam de cerca de 1,8-2 milhões de anos atrás, sendo os primeiros fósseis no Leste Asiático provavelmente um pouco mais antigos. P. brevirostris foi extinto na Europa há cerca de 800.000 anos, após a chegada da hiena-malhada ( Crocuta crocuta ), que se sugere ter superado a Pachycrocuta . Os últimos vestígios do Leste Asiático são do sítio Zhoukoudian, datados de cerca de 500 mil anos atrás, e a espécie pode ter persistido mais tarde em outras partes da Ásia.

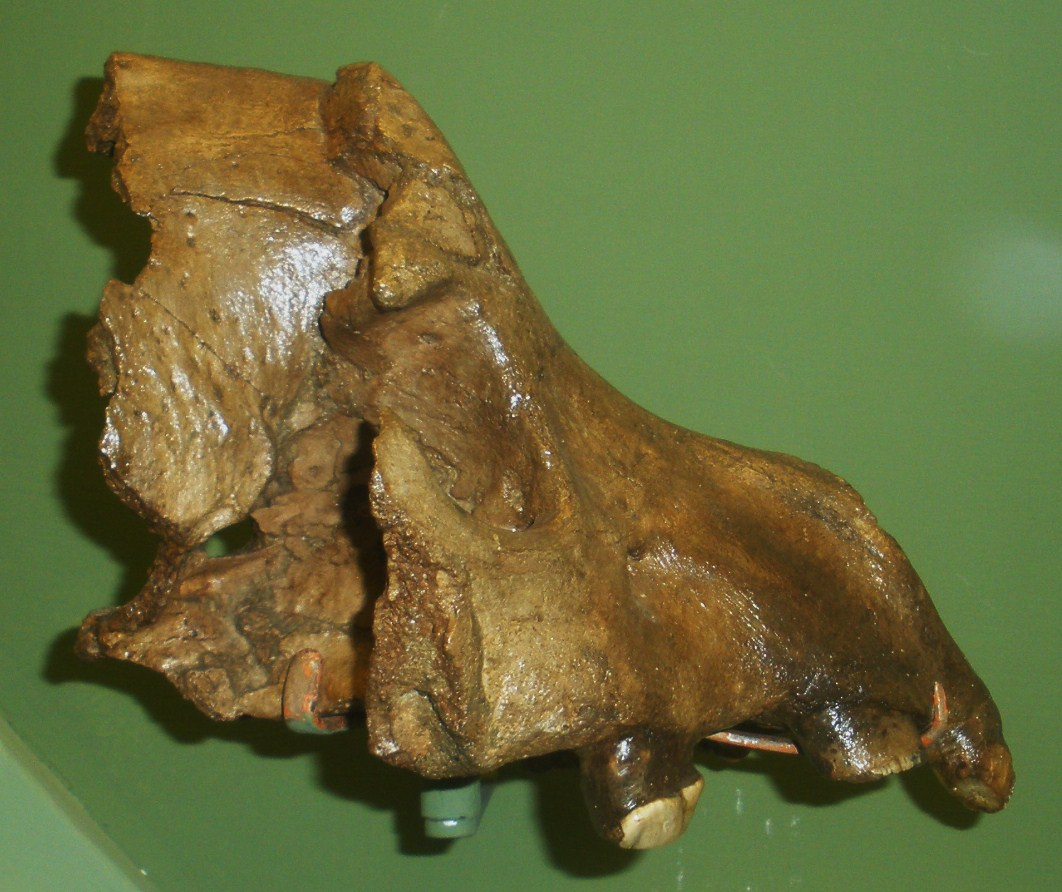
Crânio de Pachycrocuta brevirostris

## Comportamento
Um esconderijo de material ósseo muito abrangente foi descoberto na famosa caverna de Zhoukoudian, no norte da China, o que provavelmente representa os restos mortais de animais que usaram essas cavernas como tocas por muitos milênios. No extremo ocidental da sua antiga distribuição, em Venta Micena, no sudeste de Espanha, um enorme conjunto de fósseis do Pleistoceno também representa uma toca. Ainda outro exemplo existe nas colinas Pabbi, no Paquistão, onde foram acumulados restos de animais eliminados ou mortos por Pachycrocuta . Semelhante à hiena listrada moderna, Pachycrocuta é frequentemente sugerido como tendo sido um necrófago cleptoparasita das mortes de outros predadores, como os gatos dente-de-sabre . Pachycrocuta procurava comida, provavelmente preferencialmente, porque era um animal corpulento e não construído para perseguir presas por longas distâncias. Nesse aspecto teria sido diferente da hiena-malhada de hoje, que é um animal mais ágil que, ao contrário de sua imagem de necrófago, costuma matar a própria comida, mas muitas vezes é deslocado por leões . Aparentemente, era ecologicamente próximo o suficiente de seu parente menor (mas ainda grande) , Pliocrocuta perrieri, para que nunca fossem encontrados como fósseis contemporâneos na mesma região. Pesquisas dos antropólogos Noel Boaz e Russell Ciochon sobre restos de Homo erectus desenterrados ao lado de Pachycrocuta no sítio de Zhoukoudian atribuíram padrões de pontuação e perfuração observados em ossos longos e crânios de hominídeos - originalmente considerados sinais de canibalismo - à predação por Pachycrocuta . P. brevirostris também competiu com os primeiros representantes do Homo na Europa por carniça. No entanto, outros autores argumentaram que, embora P. brevirostris provavelmente estivesse envolvido em cleptoparasitismo, provavelmente era igualmente capaz de caçar presas de tamanho médio a grande em matilhas, semelhantes às hienas pintadas vivas.